# Christian Aaron Lewandowski
Christian Aaron Lewandowski pseud. Tadzio, Tadeusz (ur. 14 października 1973 w Nowym Jorku, zm. 3 stycznia 2023 w Bydgoszczy) – polsko-amerykański literaturoznawca, wykładowca akademicki, doktor habilitowany.

## Życiorys
Przeprowadził się do Europy w wieku kilkunastu lat. Uzyskał tytuł magistra historii na University of Rochester. W 2009 roku uzyskał doktorat na Uniwersytecie Opolskim na podstawie pracy pt. The happy warrior of the mind: Dwight Macdonald and the creation and defense of the mid-twentieth-century mass culture critique, w 2017 roku habilitował się na podstawie pracy zatytułowanej Red Bird, Red Power: The Life And Legacy of Zitkala- Ša. Był zatrudniony na Uniwersytecie Ostrawskim oraz pracował w Instytucie Nauk o Literaturze na Uniwersytecie Opolskim od 2004 roku.

## Publikacje
- Making Your English “English”: A Polish Student's Handbook for Raising Language Awareness through Attention to Interlingual Errors (2013)[3]
- Dwight Macdonald on Culture: The Happy Warrior of the Mind, Reconsidered (2013)[3]
- Red Bird, Red Power: The Life and Legacy of Zitkala-Ša (2016)[3]
- Ojibwe, Activist, Priest: The Life of Father Philip Bergin Gordon (2019)[3]
- No More Polglish! A Polish Student`s Handbook for Eliminating Interlingual Errors (2020)[3]
- The Life of Sherman Coolidge, Arapaho Activist (2022)[3]